# Coppa Sudamericana 2022
La Coppa Sudamericana 2022 è stata la 21ª edizione della Coppa Sudamericana. Al torneo partecipano 56 squadre provenienti dalle 10 federazioni della CONMEBOL. Il torneo è iniziato l'8 marzo 2022 ed è terminato il 1º ottobre 2022, con la finale disputatasi allo stadio Mario Alberto Kempes di Córdoba, in Argentina. La finale si sarebbe dovuta disputare allo stadio nazionale Mané Garrincha di Brasilia, ma la CONMEBOL, su richiesta della federazione calcistica del Brasile, ha deciso lo spostamento a Córdoba poiché il 2 ottobre 2022 sono programmate le elezioni generali brasiliane.
La coppa è stata vinta dall'Independiente del Valle, che in finale ha sconfitto il San Paolo per 2-0. Il vincitore del titolo ha ottenuto il diritto di disputare la Coppa Libertadores 2023 e la Recopa Sudamericana 2023 contro la vincente della Coppa Libertadores 2022. A partire da questa edizione la CONMEBOL ha eliminato la regola dei gol fuori casa.

## Formato
Il formato della competizione è lo stesso dell'edizione 2021, alla quale erano state applicate delle modifiche dal consiglio della CONMEBOL rispetto all'edizioni precedenti. In particolare:
- Il torneo è composto da 56 squadre, incluse tutte le squadre eliminate dalla terza fase della Coppa Libertadores.
- Nella prima fase le squadre della stessa federazione, ad eccezione di Argentina e Brasile, giocano tra di loro in partite di andata e ritorno, con le vincitrici che si qualificano ad una fase a gironi da 32 squadre; in questo modo almeno due squadre della stessa federazione prendono parte alla fase a gironi.
- La fase a gironi comprende le 6 squadre dell'Argentina e del Brasile qualificate automaticamente, che si aggiungono alle 4 eliminate dalla terza fase preliminare della Coppa Libertadores e alle 16 squadre qualificate dalla prima fase. Le prime di ogni girone si qualificano agli ottavi di finale.
- Le 8 terze classificate nella fase a gruppi della Coppa Libertadores si qualificano direttamente agli ottavi di finale.

## Squadre partecipanti
Al torneo hanno partecipato 56 squadre appartenenti alle 10 federazioni della CONMEBOL, e i criteri di qualificazione sono determinati dalle singole federazioni nazionali.
| Nazione               | Squadra                         | Qualificazione |
| --------------------- | ------------------------------- | --- |
| Argentina (6 squadre) | Banfield (ARG 1)                | Vincitrice degli spareggi per l'accesso alla Coppa Sudamericana tramite la Copa de la Superliga 2020                                        |
| Argentina (6 squadre) | Defensa y Justicia (ARG 2)      | Migliore squadra nella classifica aggregata di Superliga 2021 e Copa de la Superliga 2021 non qualificata per la Coppa Libertadores         |
| Argentina (6 squadre) | Independiente (ARG 3)           | Seconda migliore squadra nella classifica aggregata di Superliga 2021 e Copa de la Superliga 2021 non qualificata per la Coppa Libertadores |
| Argentina (6 squadre) | Lanús (ARG 4)                   | Terza migliore squadra nella classifica aggregata di Superliga 2021 e Copa de la Superliga 2021 non qualificata per la Coppa Libertadores   |
| Argentina (6 squadre) | Racing Club (ARG 5)             | Quarta migliore squadra nella classifica aggregata di Superliga 2021 e Copa de la Superliga 2021 non qualificata per la Coppa Libertadores  |
| Argentina (6 squadre) | Unión (SF) (ARG 6)              | Quinta migliore squadra nella classifica aggregata di Superliga 2021 e Copa de la Superliga 2021 non qualificata per la Coppa Libertadores  |
| Bolivia (4 squadre)   | Royal Pari (BOL 1)              | 5ª classificata nella Primera División 2021                                                                                                 |
| Bolivia (4 squadre)   | Oriente Petrolero (BOL 2)       | 6ª classificata nella Primera División 2021                                                                                                 |
| Bolivia (4 squadre)   | Wilstermann (BOL 3)             | 7ª classificata nella Primera División 2021                                                                                                 |
| Bolivia (4 squadre)   | Guabirá (BOL 4)                 | 8ª classificata nella Primera División 2021                                                                                                 |
| Brasile (6 squadre)   | Atl. Goianiense (BRA 1)         | 9ª classificata nel Campeonato Brasileiro Série A 2021                                                                                      |
| Brasile (6 squadre)   | Santos (BRA 2)                  | 10ª classificata nel Campeonato Brasileiro Série A 2021                                                                                     |
| Brasile (6 squadre)   | Ceará (BRA 3)                   | 11ª classificata nel Campeonato Brasileiro Série A 2021                                                                                     |
| Brasile (6 squadre)   | Internacional (BRA 4)           | 12ª classificata nel Campeonato Brasileiro Série A 2021                                                                                     |
| Brasile (6 squadre)   | San Paolo (BRA 5)               | 13ª classificata nel Campeonato Brasileiro Série A 2021                                                                                     |
| Brasile (6 squadre)   | Cuiabá (BRA 6)                  | 15ª classificata nel Campeonato Brasileiro Série A 2021                                                                                     |
| Cile (4 squadre)      | Unión La Calera (CIL 1)         | 4ª classificata nella Primera División 2021                                                                                                 |
| Cile (4 squadre)      | Unión Española (CIL 2)          | 5ª classificata nella Primera División 2021                                                                                                 |
| Cile (4 squadre)      | Dep. Antofagasta (CIL 3)        | 6ª classificata nella Primera División 2021                                                                                                 |
| Cile (4 squadre)      | Ñublense (CIL 4)                | 7ª classificata nella Primera División 2021                                                                                                 |
| Colombia (4 squadre)  | Atlético Junior (COL 1)         | 5ª squadra non qualificata nella classifica unita della Categoría Primera A 2021                                                            |
| Colombia (4 squadre)  | América de Cali (COL 2)         | 6ª squadra non qualificata nella classifica unita della Categoría Primera A 2021                                                            |
| Colombia (4 squadre)  | La Equidad (COL 3)              | 7ª squadra non qualificata nella classifica unita della Categoría Primera A 2021                                                            |
| Colombia (4 squadre)  | Independiente Medellín (COL 4)  | 10ª squadra non qualificata nella classifica unita della Categoría Primera A 2021                                                           |
| Ecuador (4 squadre)   | Nueve de Octubre (ECU 1)        | Miglior squadra non qualificata per la Coppa Libertadores della Primera Categoría Serie A 2021                                              |
| Ecuador (4 squadre)   | LDU Quito (ECU 2)               | 2ª miglior squadra non qualificata per la Coppa Libertadores della Primera Categoría Serie A 2021                                           |
| Ecuador (4 squadre)   | Mushuc Runa (ECU 3)             | 3ª miglior squadra non qualificata per la Coppa Libertadores della Primera Categoría Serie A 2021                                           |
| Ecuador (4 squadre)   | Delfín (ECU 4)                  | 4ª miglior squadra non qualificata per la Coppa Libertadores della Primera Categoría Serie A 2021                                           |
| Paraguay (4 squadre)  | Nacional (PAR 1)                | 5ª classificata nella classifica unita della División Profesional 2020                                                                      |
| Paraguay (4 squadre)  | Guaireña (PAR 2)                | 6ª classificata nella classifica unita della División Profesional 2020                                                                      |
| Paraguay (4 squadre)  | Sol de América (PAR 3)          | Finalista della Copa Paraguay 2021 |
| Paraguay (4 squadre)  | General Caballero (JLM) (PAR 4) | Vincitore della División Intermedia 2021 |
| Perù (4 squadre)      | Melgar (PER 1)                  | 5ª classificata nella Liga 1 2021 |
| Perù (4 squadre)      | Cienciano (PER 2)               | 6ª classificata nella Liga 1 2021 |
| Perù (4 squadre)      | Sport Boys (PER 3)              | 7ª classificata nella Liga 1 2021 |
| Perù (4 squadre)      | Ayacucho (PER 4)                | 8ª classificata nella Liga 1 2021 |
| Uruguay (4 squadre)   | Cerro Largo (URU 1)             | 5ª migliore classificata nella classifica unita della Primera División 2021                                                                 |
| Uruguay (4 squadre)   | Montevideo Wanderers (URU 2)    | 6ª migliore classificata nella classifica unita della Primera División 2021                                                                 |
| Uruguay (4 squadre)   | Liverpool (M) (URU 3)           | 7ª migliore classificata nella classifica unita della Primera División 2021                                                                 |
| Uruguay (4 squadre)   | River Plate (M) (URU 4)         | 8ª migliore classificata nella classifica unita della Primera División 2021                                                                 |
| Venezuela (4 squadre) | Dep. La Guaira (VEN 1)          | Migliore squadra nella classifica unita della Primera División (Venezuela) del 2021 non qualificata alla Coppa Libertadores                 |
| Venezuela (4 squadre) | Est. Mérida (VEN 2)             | Seconda migliore squadra della classifica unita della Primera División del 2021 non qualificata alla Coppa Libertadores                     |
| Venezuela (4 squadre) | Metropolitanos (VEN 3)          | Terza migliore squadra nella classifica unita della Primera División del 2021 non qualificata alla Coppa Libertadores                       |
| Venezuela (4 squadre) | Hermanos Colmenarez (VEN 4)     | Quarta migliore squadra nella classifica unita della Primera División 2021 non ancora qualificata                                           |

Ulteriori 12 squadre sono state trasferite dalla Coppa Libertadores 2022.
| Fase                         | Squadra                 | Qualificazione                                                |
| ---------------------------- | ----------------------- | ------------------------------------------------------------- |
| Fase preliminare (4 squadre) | Fluminense              | Sconfitta nella terza fase della Coppa Libertadores 2022 (E1) |
| Fase preliminare (4 squadre) | CD Everton              | Sconfitta nella terza fase della Coppa Libertadores 2022 (E2) |
| Fase preliminare (4 squadre) | Universidad Católica    | Sconfitta nella terza fase della Coppa Libertadores 2022 (E3) |
| Fase preliminare (4 squadre) | Barcelona SC            | Sconfitta nella terza fase della Coppa Libertadores 2022 (E4) |
| Fase a gruppi (8 squadre)    | Deportivo Táchira       | 3ª posizione nel gruppo A della Coppa Libertadores 2022       |
| Fase a gruppi (8 squadre)    | The Strongest           | 3ª posizione nel gruppo B della Coppa Libertadores 2022       |
| Fase a gruppi (8 squadre)    | Nacional                | 3ª posizione nel gruppo C della Coppa Libertadores 2022       |
| Fase a gruppi (8 squadre)    | Independiente del Valle | 3ª posizione nel gruppo D della Coppa Libertadores 2022       |
| Fase a gruppi (8 squadre)    | Deportivo Cali          | 3ª posizione nel gruppo E della Coppa Libertadores 2022       |
| Fase a gruppi (8 squadre)    | Colo-Colo               | 3ª posizione nel gruppo F della Coppa Libertadores 2022       |
| Fase a gruppi (8 squadre)    | Olimpia                 | 3ª posizione nel gruppo G della Coppa Libertadores 2022       |
| Fase a gruppi (8 squadre)    | Universidad Católica    | 3ª posizione nel gruppo H della Coppa Libertadores 2022       |

## Date
Il programma della competizione è il seguente.
| Fase                        | Turno            | Sorteggio        | Andata                                                     | Ritorno                                                    |
| --------------------------- | ---------------- | ---------------- | ---------------------------------------------------------- | ---------------------------------------------------------- |
| Prima fase                  | -                | 20 dicembre 2021 | 8-10 marzo 2022                                            | 15-17 marzo 2022                                           |
| Fase a gruppi               | Prima giornata   | 25 marzo 2022    | 5-7 aprile 2022                                            | 5-7 aprile 2022                                            |
| Fase a gruppi               | Seconda giornata | 25 marzo 2022    | 12-14 aprile 2022                                          | 12-14 aprile 2022                                          |
| Fase a gruppi               | Terza giornata   | 25 marzo 2022    | 26-28 aprile 2022                                          | 26-28 aprile 2022                                          |
| Fase a gruppi               | Quarta giornata  | 25 marzo 2022    | 3-5 maggio 2022                                            | 3-5 maggio 2022                                            |
| Fase a gruppi               | Quinta giornata  | 25 marzo 2022    | 17-19 maggio 2022                                          | 17-19 maggio 2022                                          |
| Fase a gruppi               | Sesta giornata   | 25 marzo 2022    | 24-26 maggio 2022                                          | 24-26 maggio 2022                                          |
| Fase a eliminazione diretta | Ottavi di finale | 27 maggio 2022   | 28-30 giugno 2022                                          | 5-7 luglio 2022                                            |
| Fase a eliminazione diretta | Quarti di finale | 27 maggio 2022   | 2-4 agosto 2022                                            | 9-11 agosto 2022                                           |
| Fase a eliminazione diretta | Semifinali       | 27 maggio 2022   | 30 agosto-1º settembre 2022                                | 6-8 settembre 2022                                         |
| Fase a eliminazione diretta | Finale           | 27 maggio 2022   | 1º ottobre 2022 allo stadio Mario Alberto Kempes (Córdoba) | 1º ottobre 2022 allo stadio Mario Alberto Kempes (Córdoba) |

## Prima fase
Alla prima fase hanno partecipato 32 squadre, ad eccezione delle squadre argentine e brasiliane, che si sono affrontate in partite d'andata e ritorno tra squadre della stessa federazione nazionale. Le 16 squadre vincenti hanno avuto accesso alla fase a gruppi. Il sorteggio per determinare le sfide della prima fase si è tenuto il 20 dicembre 2021. Le partite d'andata sono state disputate il 8, 9 e 10 marzo 2022, mentre le partite di ritorno il 15, 16 e 17 marzo 2022.
| Squadra 1              | Totale          | Squadra 2               | Andata | Ritorno |
| ---------------------- | --------------- | ----------------------- | ------ | ------- |
| Wilstermann            | 4 - 3           | Guabirá                 | 4 - 0  | 0 - 3   |
| Royal Pari             | 2 - 6           | Oriente Petrolero       | 2 - 3  | 0 - 3   |
| Unión Española         | 2 - 2 (1-4 dtr) | Dep. Antofagasta        | 1 - 2  | 1 - 0   |
| Ñublense               | 1 - 2           | Unión La Calera         | 0 - 0  | 1 - 2   |
| La Equidad             | 1 - 3           | Atlético Junior         | 0 - 0  | 1 - 3   |
| Independiente Medellín | 3 - 3 (3-1 dtr) | América de Cali         | 2 - 1  | 1 - 2   |
| Delfín                 | 1 - 3           | Nueve de Octubre        | 1 - 1  | 0 - 2   |
| Mushuc Runa            | 1 - 3           | LDU Quito               | 0 - 2  | 1 - 1   |
| Nacional               | 0 - 1           | Guaireña                | 0 - 1  | 0 - 0   |
| Sol de América         | 1 - 5           | General Caballero (JLM) | 0 - 3  | 1 - 2   |
| Ayacucho               | 4 - 3           | Sport Boys              | 2 - 0  | 2 - 3   |
| Cienciano              | 1 - 2           | Melgar                  | 1 - 1  | 0 - 1   |
| Montevideo Wanderers   | 3 - 1           | Cerro Largo             | 2 - 1  | 1 - 0   |
| Liverpool (M)          | 0 - 3           | River Plate (M)         | 0 - 1  | 0 - 2   |
| Est. Mérida            | 0 - 6           | Metropolitanos          | 0 - 2  | 0 - 4   |
| Hermanos Colmenarez    | 2 - 3           | Dep. La Guaira          | 2 - 0  | 0 - 3   |

## Fase a gruppi
Il sorteggio per definire la composizione dei gruppi si è tenuto il 25 marzo 2022 a Luque, in Paraguay.
Le 32 squadre partecipanti sono state divise in 8 gruppi, ciascuno composto da 4 squadre. Ogni squadra gioca con le altre 3 squadre del proprio girone con partite di andata e ritorno. Solo la prima classificata di ogni girone accede agli ottavi di finale.

### Gruppo A

#### Classifica
| Pos | Squadra              | Pt | G | V | N | P | GF | GS | DG |
| --- | -------------------- | -- | - | - | - | - | -- | -- | -- |
| 1.  | Lanús                | 11 | 6 | 3 | 2 | 1 | 7  | 4  | +3 |
| 2.  | Barcelona SC         | 9  | 6 | 2 | 3 | 1 | 9  | 8  | +1 |
| 3.  | Montevideo Wanderers | 8  | 6 | 2 | 2 | 2 | 6  | 7  | -1 |
| 4.  | Metropolitanos       | 3  | 6 | 0 | 3 | 3 | 3  | 6  | -3 |

#### Risultati
| Squadra 1            | Risultato   | Squadra 2            |
| 1ª giornata          | 1ª giornata | 1ª giornata          |
| -------------------- | ----------- | -------------------- |
| Barcelona SC         | 4 - 2       | Montevideo Wanderers |
| Metropolitanos       | 0 - 0       | Lanús                |
| 2ª giornata          |             |                      |
| Montevideo Wanderers | 1 - 1       | Metropolitanos       |
| Lanús                | 3 - 1       | Barcelona SC         |
| 3ª giornata          |             |                      |
| Montevideo Wanderers | 0 - 1       | Lanús                |
| Barcelona SC         | 1 - 0       | Metropolitanos       |
| 4ª giornata          |             |                      |
| Metropolitanos       | 0 - 1       | Montevideo Wanderers |
| Barcelona SC         | 1 - 1       | Lanús                |
| 5ª giornata          |             |                      |
| Lanús                | 1 - 2       | Montevideo Wanderers |
| Metropolitanos       | 2 - 2       | Barcelona SC         |
| 6ª giornata          |             |                      |
| Lanús                | 1 - 0       | Metropolitanos       |
| Montevideo Wanderers | 0 - 0       | Barcelona SC         |

### Gruppo B

#### Classifica
| Pos | Squadra         | Pt | G | V | N | P | GF | GS | DG |
| --- | --------------- | -- | - | - | - | - | -- | -- | -- |
| 1.  | Melgar          | 12 | 6 | 4 | 0 | 2 | 10 | 6  | +4 |
| 2.  | Racing Club     | 12 | 6 | 4 | 0 | 2 | 7  | 5  | +2 |
| 3.  | Cuiabá          | 6  | 6 | 2 | 0 | 4 | 7  | 10 | -3 |
| 4.  | River Plate (M) | 6  | 6 | 2 | 0 | 4 | 5  | 8  | -3 |

#### Risultati
| Squadra 1       | Risultato   | Squadra 2       |
| 1ª giornata     | 1ª giornata | 1ª giornata     |
| --------------- | ----------- | --------------- |
| Cuiabá          | 2 - 0       | Melgar          |
| River Plate (M) | 0 - 1       | Racing Club     |
| 2ª giornata     |             |                 |
| Melgar          | 2 - 0       | River Plate (M) |
| Racing Club     | 2 - 0       | Cuiabá          |
| 3ª giornata     |             |                 |
| Melgar          | 3 - 1       | Racing Club     |
| Cuiabá          | 1 - 2       | River Plate (M) |
| 4ª giornata     |             |                 |
| River Plate (M) | 1 - 2       | Melgar          |
| Cuiabá          | 1 - 2       | Racing Club     |
| 5ª giornata     |             |                 |
| Racing Club     | 1 - 0       | Melgar          |
| River Plate (M) | 1 - 2       | Cuiabá          |
| 6ª giornata     |             |                 |
| Racing Club     | 0 - 1       | River Plate (M) |
| Melgar          | 3 - 1       | Cuiabá          |

### Gruppo C

#### Classifica
| Pos | Squadra              | Pt | G | V | N | P | GF | GS | DG |
| --- | -------------------- | -- | - | - | - | - | -- | -- | -- |
| 1.  | Santos               | 11 | 6 | 3 | 2 | 1 | 7  | 5  | +2 |
| 2.  | Unión La Calera      | 11 | 6 | 3 | 2 | 1 | 6  | 4  | +2 |
| 3.  | Universidad Católica | 5  | 6 | 1 | 2 | 3 | 7  | 8  | -1 |
| 4.  | Banfield             | 5  | 6 | 1 | 2 | 3 | 3  | 6  | -3 |

#### Risultati
| Squadra 1            | Risultato   | Squadra 2            |
| 1ª giornata          | 1ª giornata | 1ª giornata          |
| -------------------- | ----------- | -------------------- |
| Universidad Católica | 0 - 0       | Unión La Calera      |
| Banfield             | 1 - 0       | Santos               |
| 2ª giornata          |             |                      |
| Unión La Calera      | 1 - 0       | Banfield             |
| Santos               | 3 - 2       | Universidad Católica |
| 3ª giornata          |             |                      |
| Unión La Calera      | 1 - 1       | Santos               |
| Universidad Católica | 2 - 0       | Banfield             |
| 4ª giornata          |             |                      |
| Banfield             | 0 - 1       | Unión La Calera      |
| Universidad Católica | 0 - 1       | Santos               |
| 5ª giornata          |             |                      |
| Santos               | 1 - 0       | Unión La Calera      |
| Banfield             | 1 - 1       | Universidad Católica |
| 6ª giornata          |             |                      |
| Santos               | 1 - 1       | Banfield             |
| Unión La Calera      | 3 - 2       | Universidad Católica |

### Gruppo D

#### Classifica
| Pos | Squadra     | Pt | G | V | N | P | GF | GS | DG |
| --- | ----------- | -- | - | - | - | - | -- | -- | -- |
| 1.  | San Paolo   | 16 | 6 | 5 | 1 | 0 | 12 | 3  | +9 |
| 2.  | CD Everton  | 11 | 6 | 3 | 2 | 1 | 7  | 4  | +3 |
| 3.  | Ayacucho    | 4  | 6 | 1 | 1 | 4 | 5  | 8  | -3 |
| 4.  | Wilstermann | 2  | 6 | 0 | 2 | 4 | 2  | 11 | -9 |

#### Risultati
| Squadra 1   | Risultato   | Squadra 2   |
| 1ª giornata | 1ª giornata | 1ª giornata |
| ----------- | ----------- | ----------- |
| CD Everton  | 1 - 1       | Wilstermann |
| Ayacucho    | 2 - 3       | San Paolo   |
| 2ª giornata |             |             |
| Wilstermann | 0 - 2       | Ayacucho    |
| San Paolo   | 2 - 0       | CD Everton  |
| 3ª giornata |             |             |
| Wilstermann | 1 - 3       | San Paolo   |
| CD Everton  | 2 - 1       | Ayacucho    |
| 4ª giornata |             |             |
| Ayacucho    | 0 - 0       | Wilstermann |
| CD Everton  | 0 - 0       | San Paolo   |
| 5ª giornata |             |             |
| San Paolo   | 3 - 0       | Wilstermann |
| Ayacucho    | 0 - 2       | CD Everton  |
| 6ª giornata |             |             |
| San Paolo   | 1 - 0       | Ayacucho    |
| Wilstermann | 0 - 2       | CD Everton  |

### Gruppo E

#### Classifica
| Pos | Squadra                | Pt | G | V | N | P | GF | GS | DG |
| --- | ---------------------- | -- | - | - | - | - | -- | -- | -- |
| 1.  | Internacional          | 12 | 6 | 3 | 3 | 0 | 12 | 5  | +7 |
| 2.  | Guaireña               | 10 | 6 | 2 | 4 | 0 | 10 | 8  | +2 |
| 3.  | Independiente Medellín | 5  | 6 | 1 | 2 | 3 | 8  | 11 | -3 |
| 4.  | Nueve de Octubre       | 4  | 6 | 1 | 1 | 4 | 9  | 15 | -6 |

#### Risultati
| Squadra 1              | Risultato   | Squadra 2              |
| 1ª giornata            | 1ª giornata | 1ª giornata            |
| ---------------------- | ----------- | ---------------------- |
| Nueve de Octubre       | 2 - 2       | Internacional          |
| Guaireña               | 3 - 3       | Independiente Medellín |
| 2ª giornata            |             |                        |
| Internacional          | 1 - 1       | Guaireña               |
| Independiente Medellín | 2 - 1       | Nueve de Octubre       |
| 3ª giornata            |             |                        |
| Independiente Medellín | 0 - 1       | Internacional          |
| Guaireña               | 1 - 0       | Nueve de Octubre       |
| 4ª giornata            |             |                        |
| Guaireña               | 1 - 1       | Internacional          |
| Nueve de Octubre       | 3 - 2       | Independiente Medellín |
| 5ª giornata            |             |                        |
| Internacional          | 2 - 0       | Independiente Medellín |
| Nueve de Octubre       | 2 - 3       | Guaireña               |
| 6ª giornata            |             |                        |
| Independiente Medellín | 1 - 1       | Guaireña               |
| Internacional          | 5 - 1       | Nueve de Octubre       |

### Gruppo F

#### Classifica
| Pos | Squadra            | Pt | G | V | N | P | GF | GS | DG |
| --- | ------------------ | -- | - | - | - | - | -- | -- | -- |
| 1.  | Atl. Goianiense    | 13 | 6 | 4 | 1 | 1 | 11 | 5  | +6 |
| 2.  | LDU Quito          | 11 | 6 | 3 | 2 | 1 | 11 | 9  | +2 |
| 3.  | Dep. Antofagasta   | 6  | 6 | 2 | 0 | 4 | 6  | 11 | -5 |
| 4.  | Defensa y Justicia | 4  | 6 | 1 | 1 | 4 | 8  | 11 | -3 |

#### Risultati
| Squadra 1          | Risultato   | Squadra 2          |
| 1ª giornata        | 1ª giornata | 1ª giornata        |
| ------------------ | ----------- | ------------------ |
| Atl. Goianiense    | 4 - 0       | LDU Quito          |
| Dep. Antofagasta   | 1 - 3       | Defensa y Justicia |
| 2ª giornata        |             |                    |
| LDU Quito          | 4 - 0       | Dep. Antofagasta   |
| Defensa y Justicia | 0 - 1       | Atl. Goianiense    |
| 3ª giornata        |             |                    |
| Defensa y Justicia | 1 - 2       | LDU Quito          |
| Dep. Antofagasta   | 2 - 1       | Atl. Goianiense    |
| 4ª giornata        |             |                    |
| Dep. Antofagasta   | 1 - 2       | LDU Quito          |
| Atl. Goianiense    | 3 - 2       | Defensa y Justicia |
| 5ª giornata        |             |                    |
| LDU Quito          | 2 - 2       | Defensa y Justicia |
| Atl. Goianiense    | 1 - 0       | Dep. Antofagasta   |
| 6ª giornata        |             |                    |
| Defensa y Justicia | 0 - 2       | Dep. Antofagasta   |
| LDU Quito          | 1 - 1       | Atl. Goianiense    |

### Gruppo G

#### Classifica
| Pos | Squadra                 | Pt | G | V | N | P | GF | GS | DG  |
| --- | ----------------------- | -- | - | - | - | - | -- | -- | --- |
| 1.  | Ceará                   | 18 | 6 | 6 | 0 | 0 | 17 | 1  | +16 |
| 2.  | Independiente           | 12 | 6 | 4 | 0 | 2 | 13 | 4  | +9  |
| 3.  | General Caballero (JLM) | 4  | 6 | 1 | 1 | 4 | 2  | 15 | -13 |
| 4.  | Dep. La Guaira          | 1  | 6 | 0 | 1 | 5 | 1  | 13 | -12 |

#### Risultati
| Squadra 1               | Risultato   | Squadra 2               |
| 1ª giornata             | 1ª giornata | 1ª giornata             |
| ----------------------- | ----------- | ----------------------- |
| Ceará                   | 2 - 1       | Independiente           |
| General Caballero (JLM) | 1 - 1       | Dep. La Guaira          |
| 2ª giornata             |             |                         |
| Independiente           | 2 - 0       | General Caballero (JLM) |
| Dep. La Guaira          | 0 - 2       | Ceará                   |
| 3ª giornata             |             |                         |
| Dep. La Guaira          | 0 - 2       | Independiente           |
| General Caballero (JLM) | 0 - 2       | Ceará                   |
| 4ª giornata             |             |                         |
| General Caballero (JLM) | 0 - 4       | Independiente           |
| Ceará                   | 3 - 0       | Dep. La Guaira          |
| 5ª giornata             |             |                         |
| Independiente           | 4 - 0       | Dep. La Guaira          |
| Ceará                   | 6 - 0       | General Caballero (JLM) |
| 6ª giornata             |             |                         |
| Dep. La Guaira          | 0 - 1       | General Caballero (JLM) |
| Independiente           | 0 - 2       | Ceará                   |

### Gruppo H

#### Classifica
| Pos | Squadra           | Pt | G | V | N | P | GF | GS | DG  |
| --- | ----------------- | -- | - | - | - | - | -- | -- | --- |
| 1.  | Unión (SF)        | 12 | 6 | 3 | 3 | 0 | 10 | 2  | +8  |
| 2.  | Fluminense        | 11 | 6 | 3 | 2 | 1 | 15 | 5  | +10 |
| 3.  | Atlético Junior   | 10 | 6 | 3 | 1 | 2 | 10 | 8  | +2  |
| 4.  | Oriente Petrolero | 0  | 6 | 0 | 0 | 6 | 3  | 23 | -20 |

#### Risultati
| Squadra 1         | Risultato   | Squadra 2         |
| 1ª giornata       | 1ª giornata | 1ª giornata       |
| ----------------- | ----------- | ----------------- |
| Fluminense        | 3 - 0       | Oriente Petrolero |
| Unión (SF)        | 1 - 1       | Atlético Junior   |
| 2ª giornata       |             |                   |
| Oriente Petrolero | 1 - 3       | Unión (SF)        |
| Atlético Junior   | 3 - 0       | Fluminense        |
| 3ª giornata       |             |                   |
| Oriente Petrolero | 1 - 3       | Atlético Junior   |
| Fluminense        | 0 - 0       | Unión (SF)        |
| 4ª giornata       |             |                   |
| Unión (SF)        | 2 - 0       | Oriente Petrolero |
| Fluminense        | 2 - 1       | Atlético Junior   |
| 5ª giornata       |             |                   |
| Atlético Junior   | 2 - 0       | Oriente Petrolero |
| Unión (SF)        | 0 - 0       | Fluminense        |
| 6ª giornata       |             |                   |
| Atlético Junior   | 0 - 4       | Unión (SF)        |
| Oriente Petrolero | 1 - 10      | Fluminense        |

## Fase a eliminazione diretta
Le fasi a eliminazione diretta include la disputa di ottavi di finale, quarti di finale e semifinali, con partite di andata e ritorno. Le squadre che hanno superato la fase a gruppi come prime classificate sono state inserite nell'urna delle teste di serie e ordinate in base ai punti conquistati nella fase precedente, mentre le squadre terze classificate nella fase a gruppi della Coppa Libertadores 2022 sono state inserite in una seconda urna e ordinate sempre in base ai punti conquistati nei gruppi. Gli accoppiamenti degli ottavi di finale e del tabellone sono stabiliti tramite sorteggio, svoltosi il 27 maggio 2022. In caso di parità di reti segnate dopo le due partite si passa direttamente ai tiri di rigore, senza disputare i tempi supplementari. La finale viene disputata in gara unica e, diversamente dai turni precedenti, in caso di parità dopo i tempi regolamentari sono previsti i tempi supplementari ed eventualmente i tiri di rigore.

### Tabellone
|  | Ottavi di finale        | Ottavi di finale        | Ottavi di finale | Ottavi di finale |       |                   | Quarti di finale | Quarti di finale | Quarti di finale | Quarti di finale |  |                         | Semifinali | Semifinali | Semifinali | Semifinali |                         |   | Finale | Finale |
|  |                         |                         |                  |                  |       |                   |                  |                  |                  |                  |  |                         |            |            |            |            |                         |   |        |        |
|  | Deportivo Táchira (dtr) | 1                       | 1                | 2 (4)            |       |                   |                  |                  |                  |                  |  |                         |            |            |            |            |                         |   |        |        |
|  | Santos                  | 1                       | 1                | 2 (2)            |       |                   |                  |                  |                  |                  |  |                         |            |            |            |            |                         |   |        |        |
|  | Santos                  | 1                       | 1                | 2 (2)            |       | Deportivo Táchira | 0                | 1                | 1                |                  |  |                         |            |            |            |            |                         |   |        |        |
|  |                         |                         |                  |                  |       | Deportivo Táchira | 0                | 1                | 1                |                  |  |                         |            |            |            |            |                         |   |        |        |
|  |                         | Independiente del Valle | 1                | 4                | 5     |                   |                  |                  |                  |                  |  |                         |            |            |            |            |                         |   |        |        |
|  | Independiente del Valle | Independiente del Valle | 1                | 4                | 5     | 2                 | 0                | 2                |                  |                  |  |                         |            |            |            |            |                         |   |        |        |
|  | Independiente del Valle |                         |                  |                  |       | 2                 | 0                | 2                |                  |                  |  |                         |            |            |            |            |                         |   |        |        |
|  | Lanús                   | 1                       | 0                | 1                |       |                   |                  |                  |                  |                  |  |                         |            |            |            |            |                         |   |        |        |
|  | Lanús                   | 1                       | 0                | 1                |       |                   |                  |                  |                  |                  |  | Independiente del Valle | 3          | 3          | 6          |            |                         |   |        |        |
|  |                         |                         |                  |                  |       |                   |                  |                  |                  |                  |  | Independiente del Valle | 3          | 3          | 6          |            |                         |   |        |        |
|  |                         | Melgar                  | 0                | 0                | 0     |                   |                  |                  |                  |                  |  |                         |            |            |            |            |                         |   |        |        |
|  | Deportivo Cali          | Melgar                  | 0                | 0                | 0     | 0                 | 1                | 1                |                  |                  |  |                         |            |            |            |            |                         |   |        |        |
|  | Deportivo Cali          |                         |                  |                  |       | 0                 | 1                | 1                |                  |                  |  |                         |            |            |            |            |                         |   |        |        |
|  | Melgar                  | 1                       | 2                | 2                |       |                   |                  |                  |                  |                  |  |                         |            |            |            |            |                         |   |        |        |
|  | Melgar                  | 1                       | 2                | 2                |       | Melgar (dtr)      | 0                | 0                | 0 (3)            |                  |  |                         |            |            |            |            |                         |   |        |        |
|  |                         |                         |                  |                  |       | Melgar (dtr)      | 0                | 0                | 0 (3)            |                  |  |                         |            |            |            |            |                         |   |        |        |
|  |                         | Internacional           | 0                | 0                | 0 (1) |                   |                  |                  |                  |                  |  |                         |            |            |            |            |                         |   |        |        |
|  | Colo-Colo               | Internacional           | 0                | 0                | 0 (1) | 2                 | 1                | 3                |                  |                  |  |                         |            |            |            |            |                         |   |        |        |
|  | Colo-Colo               |                         |                  |                  |       | 2                 | 1                | 3                |                  |                  |  |                         |            |            |            |            |                         |   |        |        |
|  | Internacional           | 0                       | 4                | 4                |       |                   |                  |                  |                  |                  |  |                         |            |            |            |            |                         |   |        |        |
|  | Internacional           | 0                       | 4                | 4                |       |                   |                  |                  |                  |                  |  |                         |            |            |            |            | Independiente del Valle | 2 |        |        |
|  |                         |                         |                  |                  |       |                   |                  |                  |                  |                  |  |                         |            |            |            |            |                         | 2 |        |        |
|  |                         | San Paolo               | 0                |                  |       |                   |                  |                  |                  |                  |  |                         |            |            |            |            |                         |   |        |        |
|  | Nacional                | San Paolo               | 0                | 2                | 2     | 4                 |                  |                  |                  |                  |  |                         |            |            |            |            |                         |   |        |        |
|  | Nacional                |                         |                  | 2                | 2     | 4                 |                  |                  |                  |                  |  |                         |            |            |            |            |                         |   |        |        |
|  | Unión (SF)              | 0                       | 1                | 1                |       |                   |                  |                  |                  |                  |  |                         |            |            |            |            |                         |   |        |        |
|  | Unión (SF)              | 0                       | 1                | 1                |       | Nacional          | 0                | 0                | 0                |                  |  |                         |            |            |            |            |                         |   |        |        |
|  |                         |                         |                  |                  |       | Nacional          | 0                | 0                | 0                |                  |  |                         |            |            |            |            |                         |   |        |        |
|  |                         | Atl. Goianiense         | 1                | 3                | 4     |                   |                  |                  |                  |                  |  |                         |            |            |            |            |                         |   |        |        |
|  | Olimpia                 | Atl. Goianiense         | 1                | 3                | 4     | 2                 | 0                | 2 (3)            |                  |                  |  |                         |            |            |            |            |                         |   |        |        |
|  | Olimpia                 |                         |                  |                  |       | 2                 | 0                | 2 (3)            |                  |                  |  |                         |            |            |            |            |                         |   |        |        |
|  | Atl. Goianiense (dtr)   | 0                       | 2                | 2 (5)            |       |                   |                  |                  |                  |                  |  |                         |            |            |            |            |                         |   |        |        |
|  | Atl. Goianiense (dtr)   | 0                       | 2                | 2 (5)            |       |                   |                  |                  |                  |                  |  | Atl. Goianiense         | 3          | 0          | 3 (2)      |            |                         |   |        |        |
|  |                         |                         |                  |                  |       |                   |                  |                  |                  |                  |  | Atl. Goianiense         | 3          | 0          | 3 (2)      |            |                         |   |        |        |
|  |                         | San Paolo (dtr)         | 1                | 2                | 3 (4) |                   |                  |                  |                  |                  |  |                         |            |            |            |            |                         |   |        |        |
|  | Universidad Católica    | San Paolo (dtr)         | 1                | 2                | 3 (4) | 2                 | 1                | 3                |                  |                  |  |                         |            |            |            |            |                         |   |        |        |
|  | Universidad Católica    |                         |                  |                  |       | 2                 | 1                | 3                |                  |                  |  |                         |            |            |            |            |                         |   |        |        |
|  | San Paolo               | 4                       | 4                | 8                |       |                   |                  |                  |                  |                  |  |                         |            |            |            |            |                         |   |        |        |
|  | San Paolo               | 4                       | 4                | 8                |       | San Paolo (dtr)   | 1                | 1                | 2 (4)            |                  |  |                         |            |            |            |            |                         |   |        |        |
|  |                         |                         |                  |                  |       | San Paolo (dtr)   | 1                | 1                | 2 (4)            |                  |  |                         |            |            |            |            |                         |   |        |        |
|  |                         | Ceará                   | 0                | 2                | 2 (3) |                   |                  |                  |                  |                  |  |                         |            |            |            |            |                         |   |        |        |
|  | The Strongest           | Ceará                   | 0                | 2                | 2 (3) | 1                 | 0                | 1                |                  |                  |  |                         |            |            |            |            |                         |   |        |        |
|  | The Strongest           |                         |                  |                  |       | 1                 | 0                | 1                |                  |                  |  |                         |            |            |            |            |                         |   |        |        |
|  | Ceará                   | 2                       | 3                | 5                |       |                   |                  |                  |                  |                  |  |                         |            |            |            |            |                         |   |        |        |

### Ottavi di finale
Le partite d'andata degli ottavi si sono disputate il 28, 29 e 30 giugno 2022, mentre le partite di ritorno il 5, 6 e 7 luglio 2022.
| Squadra 1               | Totale          | Squadra 2       | Andata | Ritorno |
| ----------------------- | --------------- | --------------- | ------ | ------- |
| Deportivo Táchira       | 2 - 2 (4-2 dtr) | Santos          | 1 - 1  | 1 - 1   |
| Nacional                | 4 - 1           | Unión (SF)      | 2 - 0  | 2 - 1   |
| Universidad Católica    | 3 - 8           | San Paolo       | 2 - 4  | 1 - 4   |
| Colo-Colo               | 3 - 4           | Internacional   | 2 - 0  | 1 - 4   |
| Deportivo Cali          | 1 - 2           | Melgar          | 0 - 0  | 1 - 2   |
| The Strongest           | 1 - 5           | Ceará           | 1 - 2  | 0 - 3   |
| Olimpia                 | 2 - 2 (3-5 dtr) | Atl. Goianiense | 2 - 0  | 0 - 2   |
| Independiente del Valle | 2 - 1           | Lanús           | 2 - 1  | 0 - 0   |

### Quarti di finale
Le partite d'andata dei quarti si sono disputate il 2, 3 e 4 agosto 2022, mentre le partite di ritorno il 9, 10 e 11 agosto 2022.
| Squadra 1         | Totale          | Squadra 2               | Andata | Ritorno |
| ----------------- | --------------- | ----------------------- | ------ | ------- |
| Deportivo Táchira | 1 - 5           | Independiente del Valle | 0 - 1  | 1 - 4   |
| Nacional          | 0 - 4           | Atl. Goianiense         | 0 - 1  | 0 - 3   |
| San Paolo         | 2 - 2 (4-3 dtr) | Ceará                   | 1 - 0  | 1 - 2   |
| Melgar            | 0 - 0 (3-1 dtr) | Internacional           | 0 - 0  | 0 - 0   |

### Semifinali
Le partite d'andata delle semifinali si sono disputate il 31 agosto e il 1º settembre 2022, mentre le partite di ritorno il 7 e 8 settembre 2022.
| Squadra 1               | Totale          | Squadra 2 | Andata | Ritorno |
| ----------------------- | --------------- | --------- | ------ | ------- |
| Independiente del Valle | 6 - 0           | Melgar    | 3 - 0  | 3 - 0   |
| Atl. Goianiense         | 3 - 3 (2-4 dtr) | San Paolo | 3 - 1  | 0 - 2   |

### Finale
| Arbitro: | Wilmar Roldán |

|  |           |                        |
|  | Marcatori | 13’ Díaz 67’ Faravelli |